# Vogelkirsche (Baum)

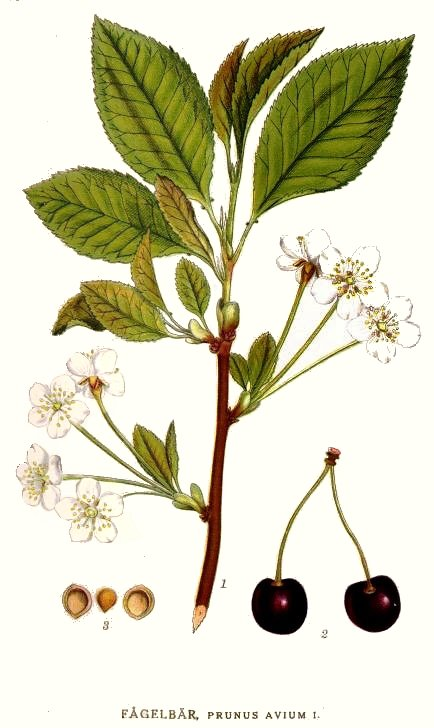
Illustration

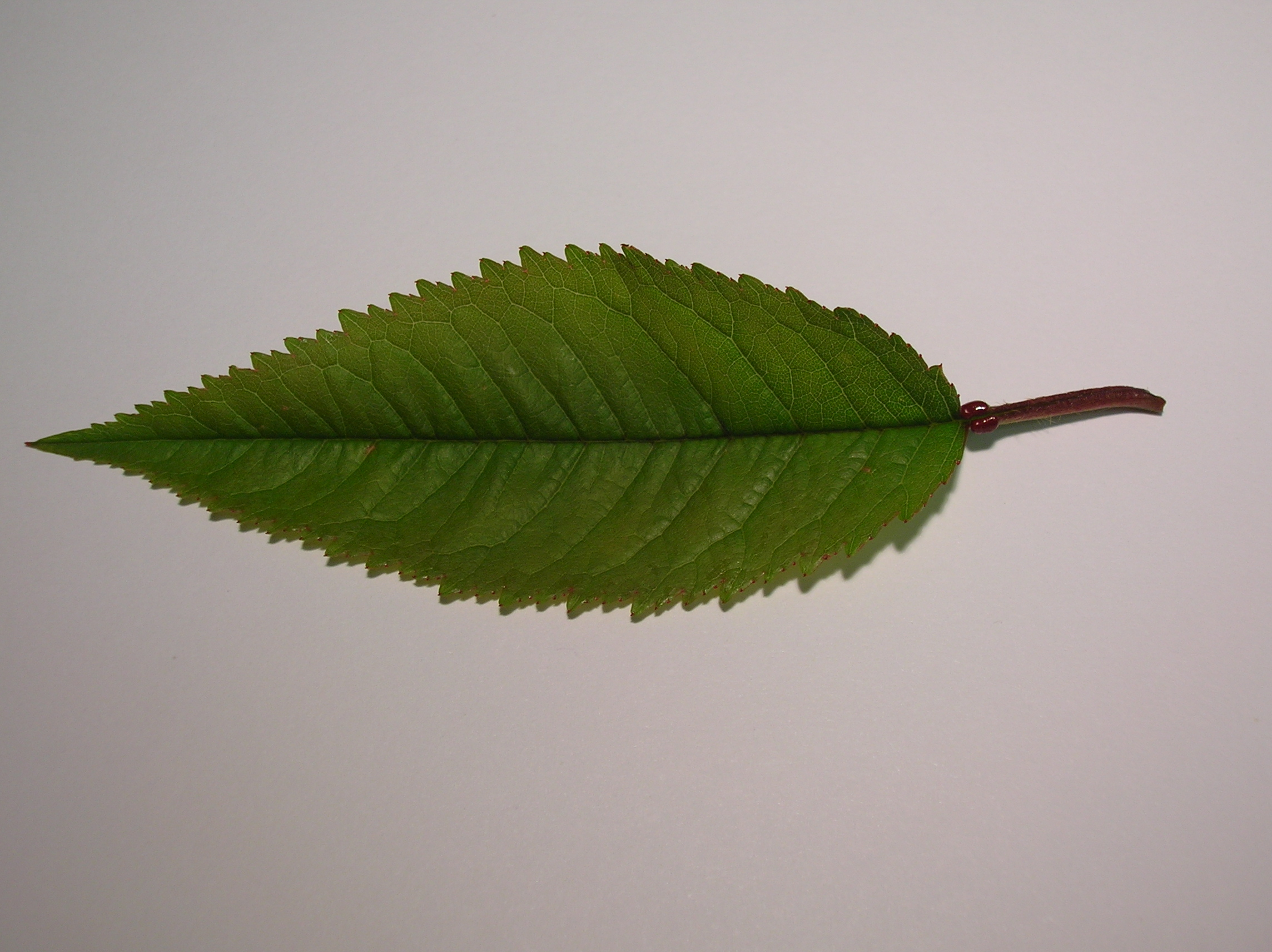
Junges Laubblatt

Die Vogelkirsche (Prunus avium) ist eine Pflanzenart aus der Gattung Prunus in der Familie der Rosengewächse (Rosaceae). Der Namenszusatz avium leitet sich vom lateinischen Wort avis für Vogel ab und bezieht sich auf die Früchte, die gern von Vögeln gefressen werden. Doch auch der Mensch isst gerne die Früchte der Vogelkirsche, insbesondere die von Zuchtformen.
Von der Wildform Wilde Vogelkirsche (Prunus avium subsp. avium) sind die Zuchtformen Knorpelkirsche (Prunus avium subsp. duracina) und Herzkirsche (Prunus avium subsp. juliana) abgeleitet. Diese kultivierten Formen sind vor allem durch größere Blätter sowie größere und süßere Früchte ausgezeichnet und werden im Allgemeinen als Süßkirsche bezeichnet.

## Beschreibung

### Vegetative Merkmale
Die Vogelkirsche ist ein sommergrüner Baum, der Wuchshöhen von 15 bis 20, selten bis zu 30 Metern erreicht. Der Stammdurchmesser erreicht über 60 Zentimeter, selten bis über 1 Meter, manchmal auch bis über 1,5 Meter.
Die Rinde junger Zweige ist anfangs grün, kahl, glatt, lederartig, glänzend und später rötlich grau gefärbt. Sie enthält breite, rostfarbene Lentizellen, und es sind Querstreifen erkennbar. Die schwärzliche Borke löst sich waagerecht langsam ab und wird „Ringelborke“ genannt. Wahrscheinlich sind dank dieser Ringelborke die Wildform und die Kulturformen immun gegen Mistelbefall geworden.
Ihre Krone ist breit kegelförmig. Die Zweige sind dick und reichlich mit Kurztrieben versehen. An Langtrieben befindet sich eine Endknospe. Die Winterknospen sind eiförmig ellipsoid.
Die wechselständig an den Zweigen angeordneten Laubblätter sind in Blattstiel und -spreite gegliedert. Der 2 bis 7 Zentimeter lange, unbehaarte Blattstiel besitzt an seinem oberen Ende zwei rötliche Nektardrüsen. In der Knospenlage ist die Blattspreite gefaltet. Die einfache Blattspreite ist mit einer Länge von 3 bis 15 Zentimetern und einer Breite 2 bis 7 Zentimetern verkehrteiförmig-elliptisch bis elliptisch-eiförmig und am oberen Ende mehr oder weniger lang zugespitzt. Die Basis der Blattspreite ist keilförmig bis gerundet. Der Blattrand ist unregelmäßig und grob doppelt gesägt mit drüsigen Spitzen. Die Blattoberseite ist kahl und frischgrün, auf der dunkler grünen Blattunterseite sind die Nerven anfangs leicht behaart. Es sind sieben bis zwölf Seitennerven auf jeder Seite des Hauptnerves vorhanden. Die Herbstfärbung des Laubes ist intensiv rot und gelb. Die zwei linealen Nebenblätter sind etwa 1 Zentimeter lang mit drüsig gesägten Rändern.

### Generative Merkmale

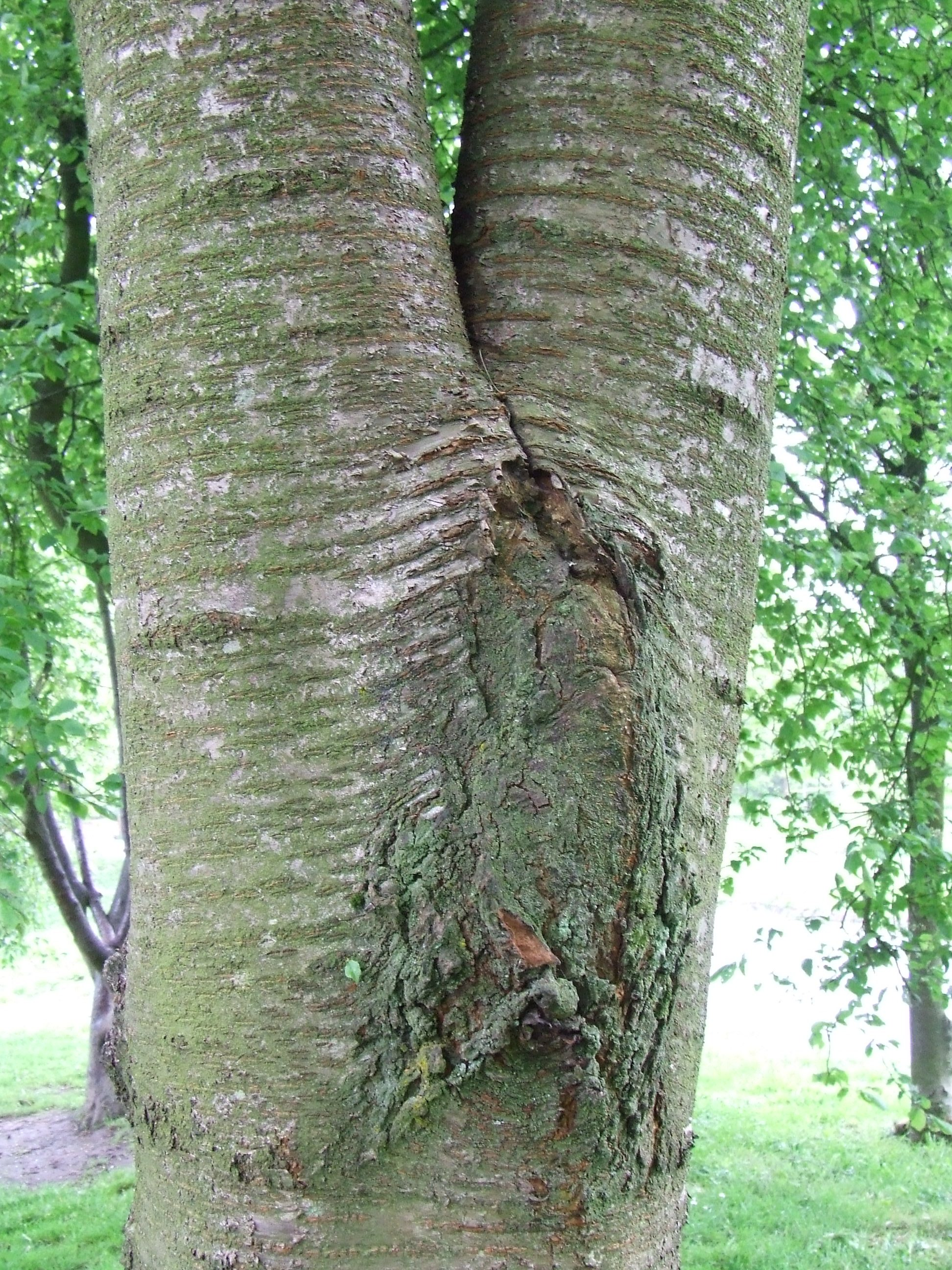
Rinde einer Prunus avium

An Kurztrieben wird ein kleiner, fast sitzender, doldiger Blütenstand gebildet, der nur meist drei bis vier (zwei bis sechs) Blüten enthält. Dieser weist am Grund kleine, nicht laubblattartige Knospenschuppen auf. Während der Blütezeit sind die inneren Knospenschuppen zurückgeschlagen. Die Blüten erscheinen zusammen mit den Blättern etwa von April bis Mai. Der abstehende Blütenstiel ist kahl und 2 bis 6 Zentimeter lang.

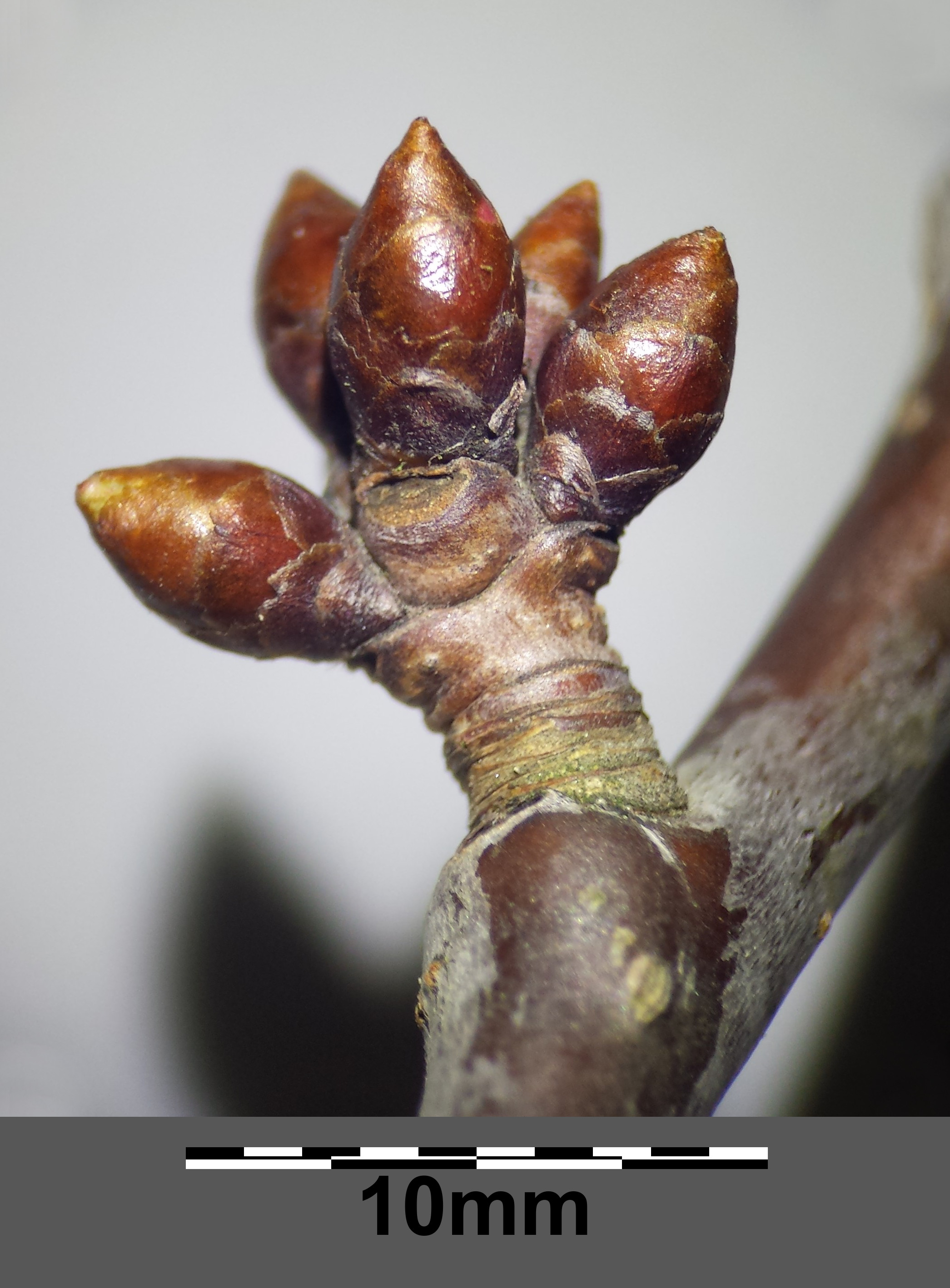
Kurztrieb mit Winterknospen

Die zwittrige Blüte ist bei einem Durchmesser von 2,5 bis 3,5 Zentimetern radiärsymmetrisch und fünfzählig mit doppelter Blütenhülle. Der kahle Blütenbecher (Hypanthium) ist kelchförmig und etwa 5 Millimeter × 4 Millimeter groß. Die fünf ganzrandigen, lang elliptischen, kahlen und rötlich gefärbten Kelchblätter sind etwa so lang wie der Blütenbecher und nach dem Abblühen zurückgekrümmt. Die fünf freien, weißen Kronblätter sind ganzrandig, verkehrt-eiförmig und 9 bis 15 Millimeter lang. Die ungefähr 20 bis 34 Staubblätter sind kürzer als die Kronblätter. Die Staubbeutel sind gelb. Der einkammerige Fruchtknoten ist mittelständig, also nicht mit dem Blütenbecher verwachsen. Der kahle Griffel ist etwa so lang wie die Staubblätter.
Die Blütezeit reicht von April bis Mai. Bei älteren, frei stehenden Vogelkirschen können gleichzeitig bis zu einer Million Blüten blühen.
Der Fruchtstiel ist nickend. Die Steinfrüchte sind bei einem Durchmesser von 6 bis 25 Millimetern fast kugelig bis ellipsoid oder eiförmig. Das „Fruchtfleisch“ ist süß, bei den Wildformen leicht bittersüß. Beim länglich-eiförmigen und glatten Steinkern reicht die Länge von 7 bis 9 Millimeter bei den Wildformen, bis zu 9 bis 16 Millimeter bei den kultivierten Formen. Das Endokarp ist glatt. Die Früchte reifen etwa von Juni bis Juli und färben sich dann schwarzrot.
Die Chromosomenzahl beträgt meist 2n = 16 (es kommen auch 17, 18, 19, 24, 32 und 36 vor).

## Ökologie

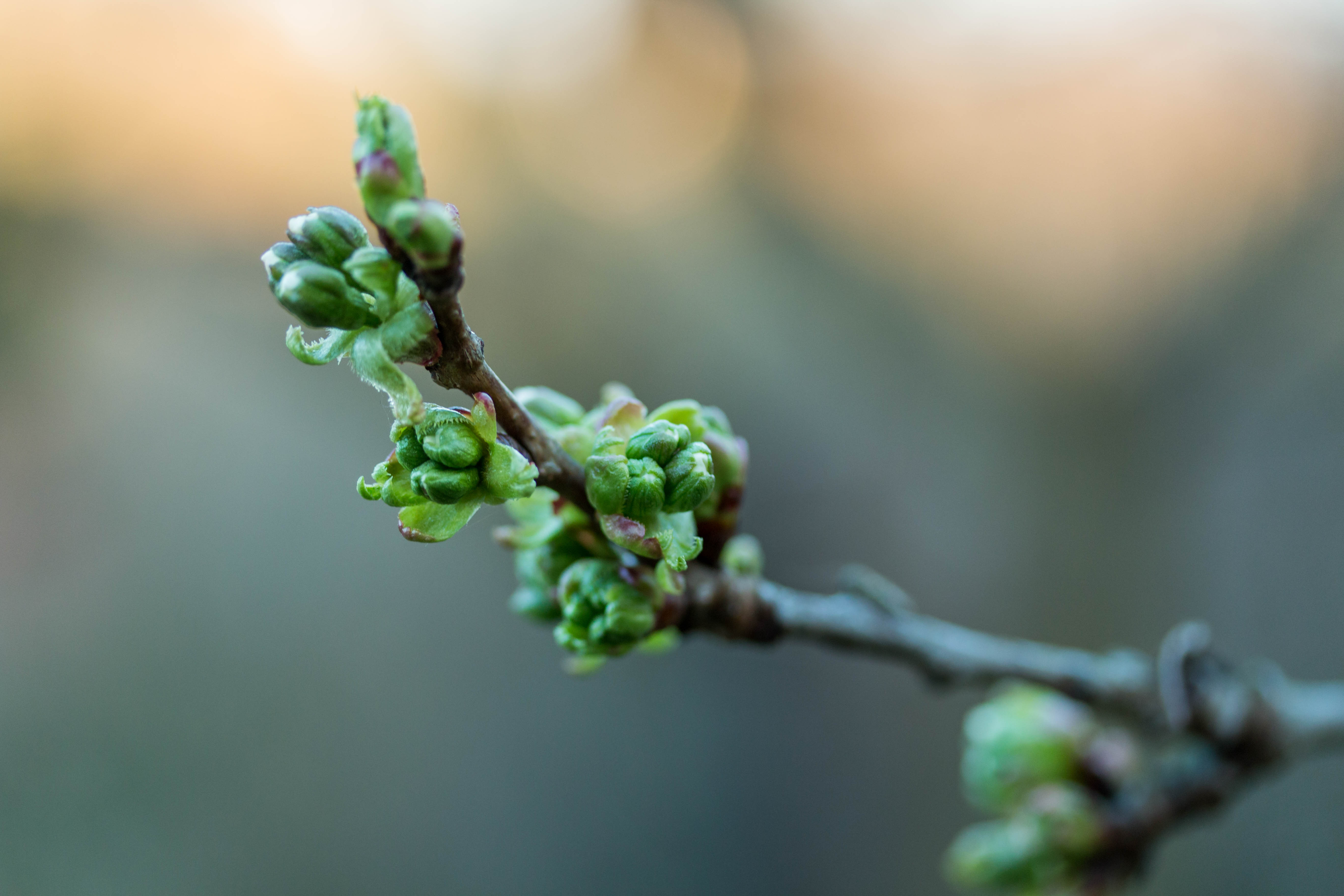
Endknospen der Langtriebe

Die Vogelkirsche ist ein anfänglich schnell wachsender, winterkahler Laubbaum, der normalerweise Lebensalter von 80 bis 90 Jahren erreicht; sie kann aber bis zu 300 Jahre alt werden. Die Herzwurzel der Vogelkirsche ist kräftig und weitläufig, sie bildet eine VA-Mykorrhiza aus. Vegetative Vermehrung erfolgt sehr reichlich durch Wurzelsprosse, die oft meterweit von der Ausgangspflanze entfernt sind.
Die Rinde ist mit einem lang ausdauernden Periderm ausgestattet, bei dem sich der glänzende rotbraune Kork später in bandförmigen Lappen als Borke ablöst. Die Korkwarzen sind bis über 1 Zentimeter breit ausgezogen.

Die Knospenschuppen entsprechen dem Blattgrund; insbesondere an Blütenknospen findet man, durch Übergänge verbunden, an den innersten Schuppen Spreitenreste.

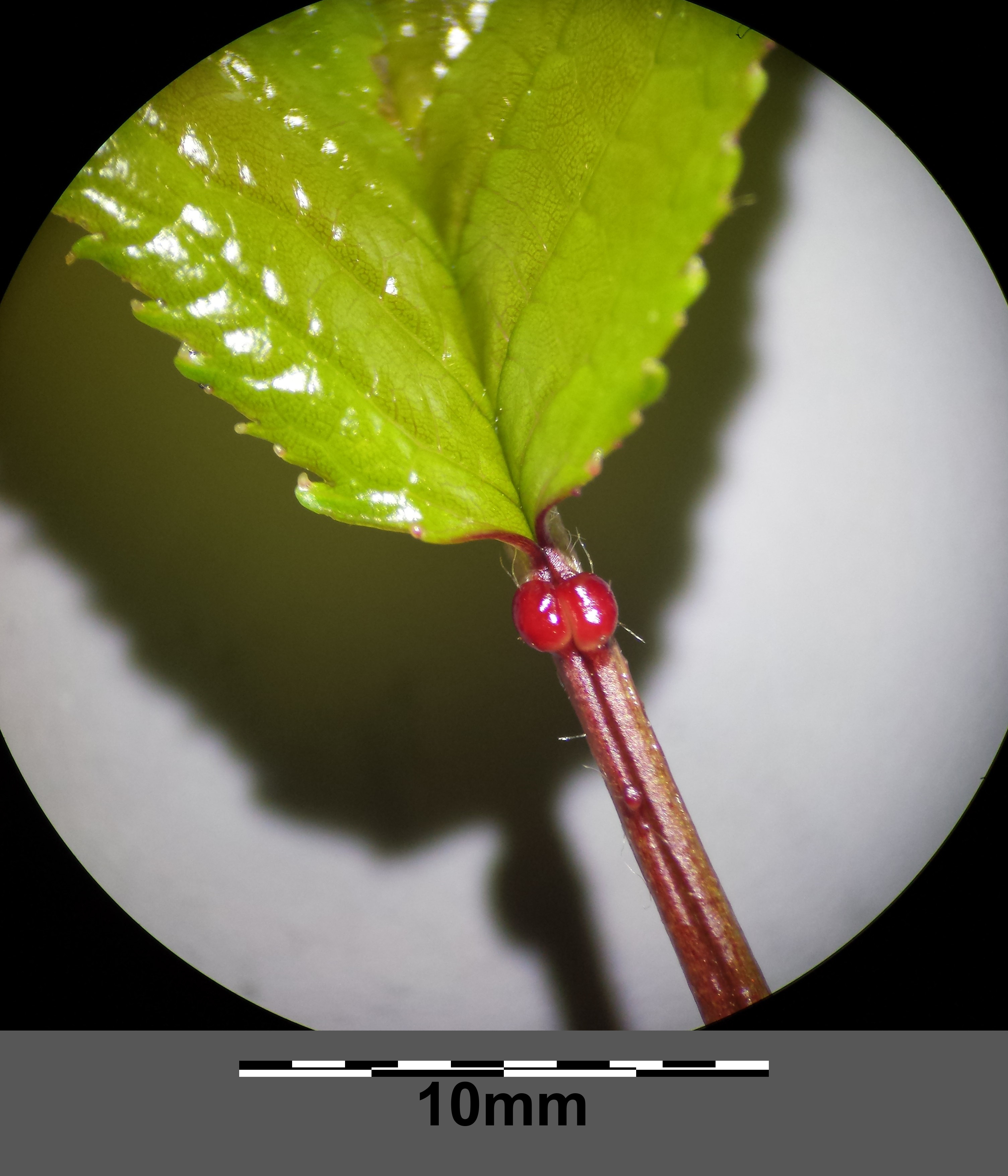
Blattstiel mit Nektardrüsen

Das Herbstlaub ist leuchtend rot. Am oberen Ende des Blattstiels sitzen meist zwei, selten drei, rote, extraflorale Nektarien, an denen Zuckersaft abgegeben wird. Wie schon seit längerem vermutet, handelt es sich dabei um „Polizistenfutter“ für Ameisen. Die Nektarproduktion in den Drüsen ist in den ersten Wochen nach dem Knospenaustrieb besonders groß und zieht größere Mengen der Ameise Formica obscuripes an, die die jetzt noch kleinen Larven („Raupen“) verschiedener Schmetterlinge und anderer Schadinsekten angreifen.
Blütenökologisch handelt es sich um homogame nektarführende Scheibenblumen. Die Blüten duften schwach nach Honig. Der Nektar wird vom Blütenbecher abgesondert; deshalb duftet dieser stärker als die Kronblätter. Für Blütenbesucher, vor allem Bienenverwandte, ist der Nektar leicht zugänglich. Honigbienen sammeln auch reichlich Pollen; auf dem Körper einer Biene fand man bis zu einer Million Pollenkörner. Die Narbe ist erst 36 Stunden nach der Blütenöffnung empfängnisfähig. Selbstbestäubung ist zum Teil erfolgreich. Nach dem Abblühen wird der Blütenbecher aufgrund eines ringförmigen Abtrennungsgewebes abgeworfen. Die Vogelkirsche ist nach 20 bis 25 Jahren blühfähig.
Ausbreitungsmechanismen der Diasporen, hier die einsamigen Steinfrüchte, sind: Verdauungsausbreitung durch Säuger, Mundausbreitung beim Abschälen des Fruchtfleischs durch Vögel sowie Versteckausbreitung durch Eichhörnchen und Mäuse. Kernbeißer können die Steinkerne knacken.
Die Keimblätter ergrünen nach der Keimung oberhalb des Bodens (epigäische Keimung).

## Verbreitung

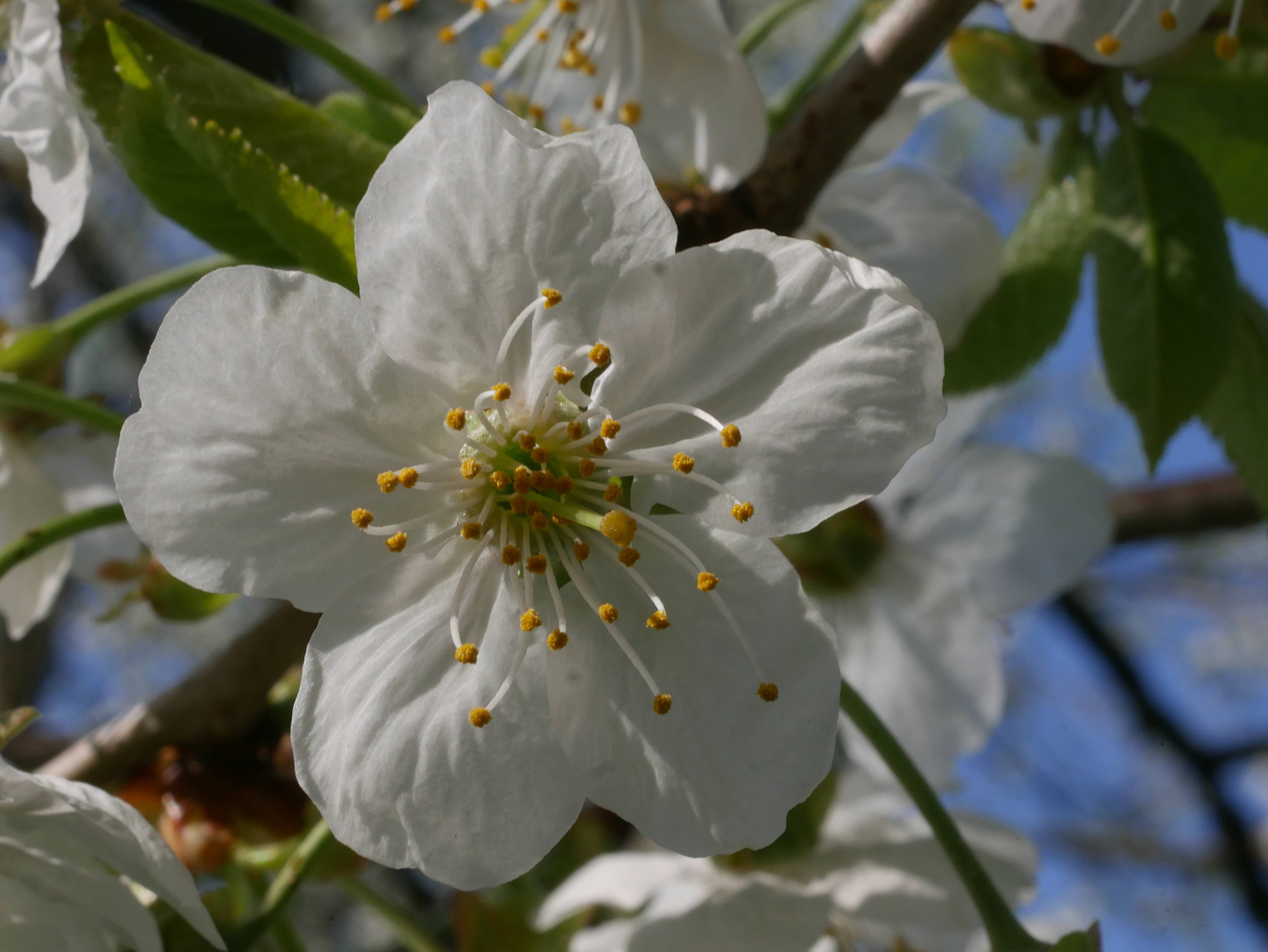
Blüte der Vogelkirsche von oben

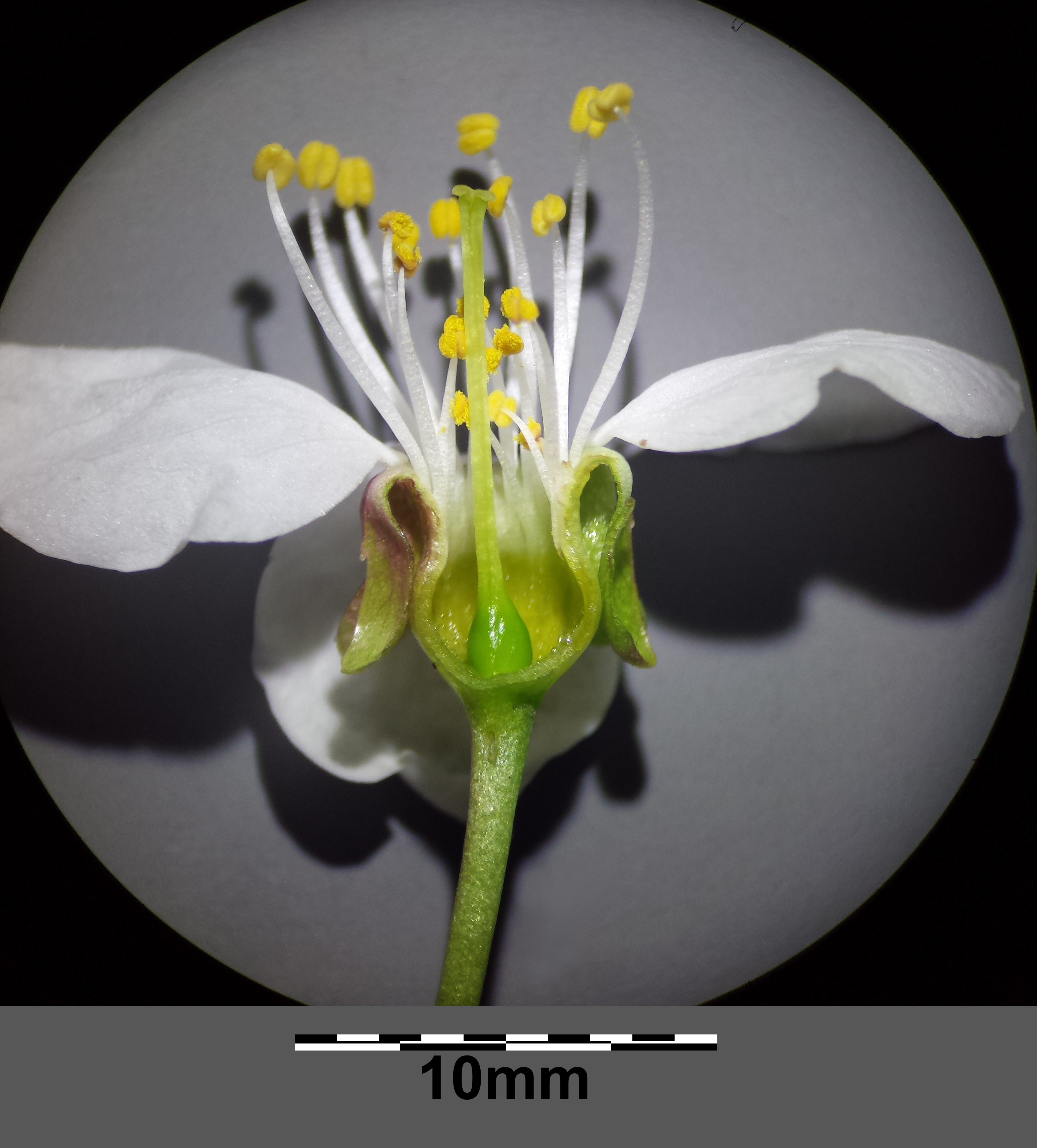
Geöffnete Blüte: die Kelchblätter sind zurückgeschlagen, der Fruchtknoten ist kahl, der Griffel ist fein gefurcht.

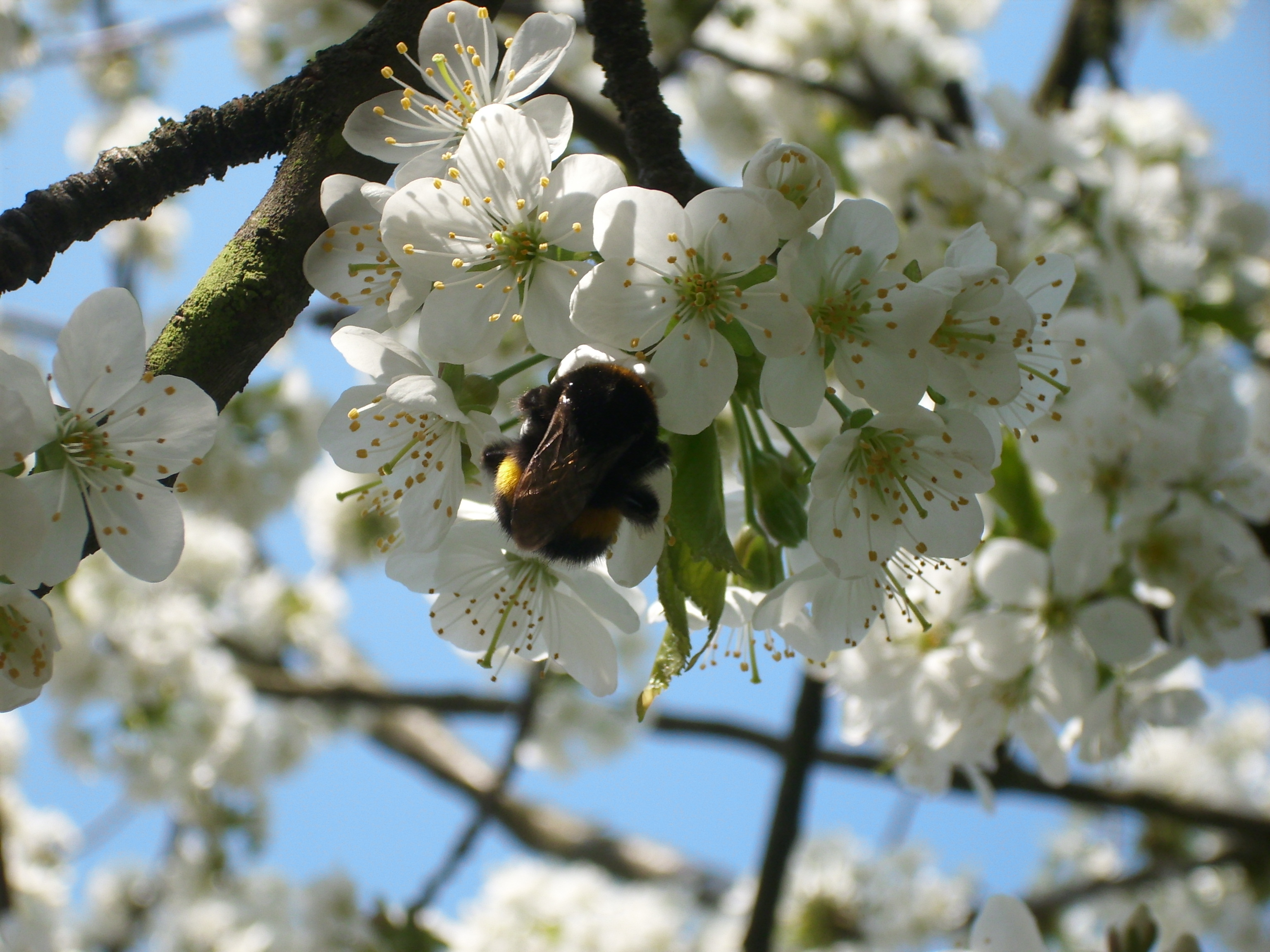
Eine Hummel an Kirschblüten

Das natürliche Verbreitungsgebiet umfasst das submeridionale bis gemäßigte Europa, die nördliche Türkei, Kaukasien, Transkaukasien und den nördlichen Iran. Die nördliche Verbreitungsgrenze liegt im Westen Europas bei ungefähr 54° nördlicher Breite, im Osten auf einer Linie von Minsk über Kursk und Woronesch bis Rostow am Don und im südlichen Mittelasien. In Skandinavien ist die Nordgrenze aufgrund der Schwierigkeit, Wild- und Kulturformen zu unterscheiden, unklar. Eingebürgert wurde die Vogelkirsche in Nordafrika, im südlichen Turkestan, Vorderindien und im östlichen Nordamerika.

## Lebensraum
Die Wilde Vogelkirsche wächst in krautreichen Laub- und Nadelmischwaldgesellschaften wie Eichen-Hainbuchen-, Buchen-, Ahorn-Linden-Steilhang- oder Erlen-Ulmen-Wäldern. Sie ist eine Charakterart des Carpinionverbandes, in dem sich auch ihr Schwerpunkt befindet. In anderen Waldgesellschaften kommt sie meist nur beigemischt vor. Die Art kann allerdings aufgrund ihrer starken Eigenverjüngung dominant regelrechte Vogelkirschenwälder bilden, die zur Umwandlung in terminale Eichen-Buchen-Wälder sehr lange benötigen. Die Vogelkirsche ist als wärmeliebendes Halbschattengewächs außerdem an Waldrändern, in Hecken, auf Steinrücken, Holunder-Kirschen-, Schneeball-Hartriegel- und Schlehen-Gebüschen  sowie in höheren Lagen auch in den Vorwaldgesellschaften von Rotbuchenwäldern zu finden. Die bevorzugten Böden sind frische (sickerfeuchte), mittel- bis tiefgründige, nährstoff- bis basenreiche Lehm- oder Mullböden. In den Alpen erreicht die Vogelkirsche Höhenlagen bis 1700 Meter, im Kaukasus bis 2000 Meter. Die Standortansprüche der beiden Kulturformen sind ähnlich. Die Infektionskrankheit der Gnomonia-Blattbräune wurde bei Vogelkirschen beschrieben.

## Systematik
Die Vogelkirsche wird innerhalb der Gattung Prunus zusammen mit der Sauerkirsche (Prunus cerasus) und der Steppenkirsche (Prunus fruticosa) in die Sektion Cerasus der Untergattung Cerasus gestellt.
Von Prunus avium werden drei Unterarten unterschieden:
- Die Wilde Vogelkirsche oder Waldkirsche (Prunus avium L. subsp. avium) ist die Wildsippe. Ihre Blätter sind klein. Die Früchte sind schwarz, klein und haben einen Durchmesser von weniger als einem Zentimeter. Das Fruchtfleisch schmeckt bittersüß und ist nur wenig saftig.
- Die Knorpelkirsche (Prunus avium subsp. duracina (L.) Schübler et G. Martens), regional auch Krachkirsche, Knubber oder Knupper, hat sehr große Blätter. Die Früchte sind meist schwarzrot, manchmal auch weiß, groß und haben einen Durchmesser von mehr als einem Zentimeter. Das Fruchtfleisch ist gelb oder rot, knorpelig und fest.
- Die Herzkirsche oder Weichkirsche (Prunus avium subsp. juliana (L.) Schübler et G. Martens) hat größere Blätter als die Wildsippe. Die Früchte sind meist schwarzrot, gelb oder weiß und sehr groß, ihr Durchmesser beträgt mehr als einen Zentimeter. Das Fruchtfleisch ist rot oder schwarzrot, weich und sehr saftig.

## Wirtschaftliche Bedeutung

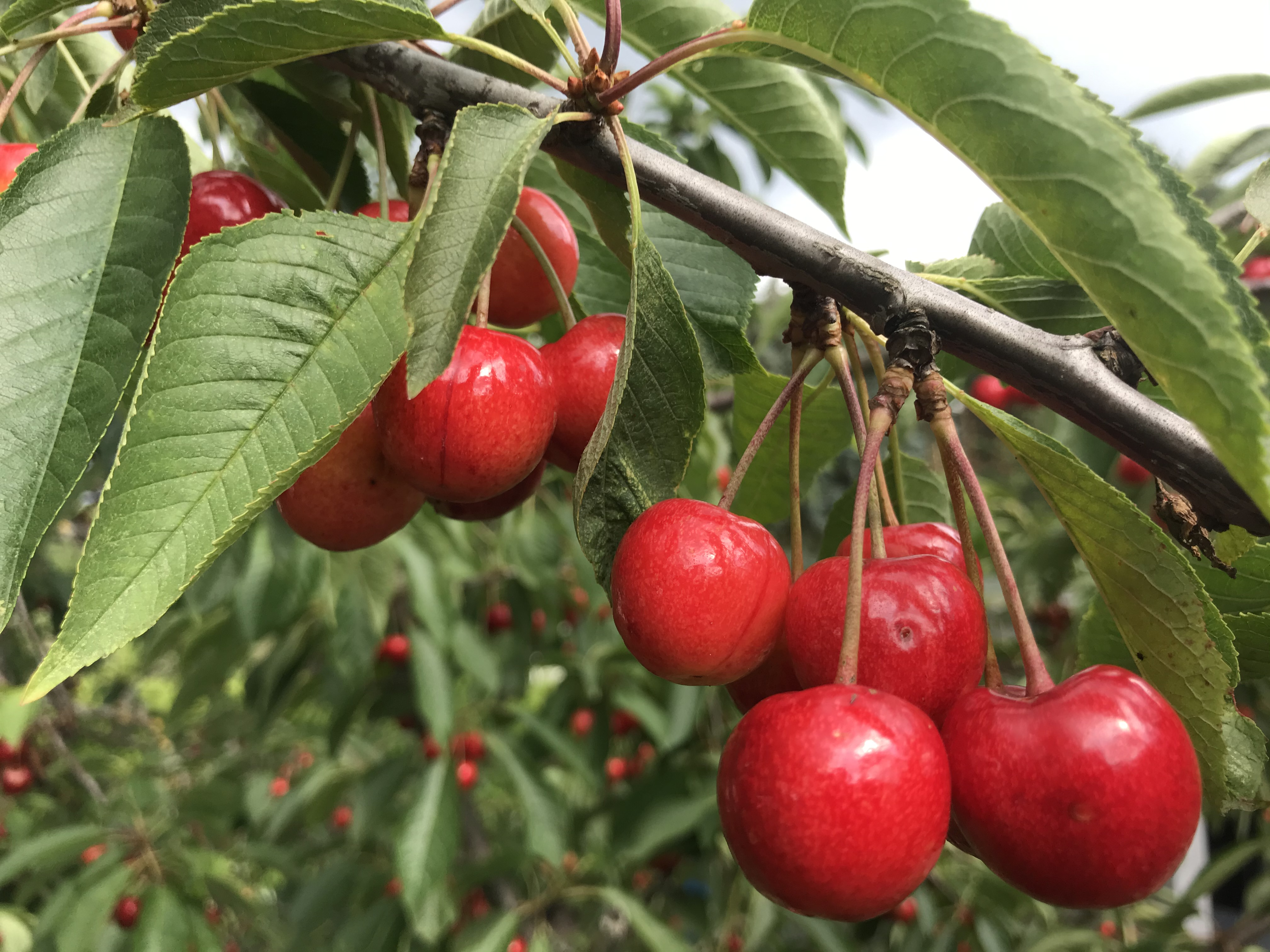
Reife Süßkirschen

### Welternte von Süßkirschen
2022 wurden laut der Ernährungs- und Landwirtschaftsorganisation FAO weltweit 2.765.427 t Süßkirschen geerntet. Folgende Tabelle gibt eine Übersicht über die zehn größten Produzenten von Süßkirschen weltweit, die insgesamt 75,5 % der Gesamtmenge ernteten.
| Rang | Land               | Menge (in t) |
| ---- | ------------------ | ------------ |
| 1    | Türkei             | 656.041      |
| 2    | Chile              | 443.067      |
| 3    | Usbekistan         | 216.867      |
| 4    | Vereinigte Staaten | 210.190      |
| 5    | Spanien            | 116.070      |
| 6    | Italien            | 107.910      |
| 7    | Iran               | 105.390      |
| 8    | Griechenland       | 85.050       |
| 9    | Polen              | 76.600       |
| 10   | Syrien             | 71.546       |
|      | Summe Top Ten      | 2.088.731    |
|      | restliche Länder   | 676.697      |

Zum Vergleich: Für das Jahr 2022 registrierte die FAO für Deutschland 38.470 t, für Österreich 7.600 t und für die Schweiz 5.609 t.

### Anbau von Süßkirschen
Der Anbau von Süßkirschen ist in Deutschland flächenmäßig nach dem von Äpfeln der bedeutendste Baumobstanbau (2022: 5.740 ha). Die Erträge sind niedriger als bei den anderen Baumobstarten (Durchschnitt 2018–2022: 6,41 t/ha), so dass die Erntemengen nach Birnen und Pflaumen/Zwetschgen an vierter Stelle liegen (Durchschnitt 2005–2009: 31.700 t).
Die Erntemengen schwanken und hängen stark von der Witterung ab. Die Erträge je Baum schwankten im Zeitraum 1997–2008 zwischen 11,3 kg (1997) und 26,7 kg (2000), 2007 wurden 2,15 Millionen Süßkirschbäume im Obstbau genutzt. Kirschen müssen einzeln von Hand gepflückt werden, sind nach der Ernte nur kurz lager- und transportfähig und lassen sich unverarbeitet nicht einfrieren. Ein großer Teil der Ernte wird darum sofort zu Konserven, Marmelade, Saft oder Kirschwasser weiterverarbeitet.
Langfristig nehmen die genutzten Flächen ab (1992: 5.875 ha). Die Besatzdichten nehmen etwas stärker zu (1972: 194 1/ha; 2007: 392 1/ha), liegen aber deutlich unter dem noch stärker zunehmenden Durchschnitt aller Obstbäume (2007: 1.626 1/ha). Süßkirschen sind daher die größten Bäume im Obstbau. Dies gilt besonders für Süddeutschland. Die höchste Besatzdichte mit 998 Bäumen je Hektar wurde 2007 in Nordrhein-Westfalen angewandt, die niedrigste mit 279 Bäumen je Hektar in Baden-Württemberg. In Baden-Württemberg, wo mit 2.125 ha 40 Prozent der Anbauflächen liegen, ist auch der Schwerpunkt des Süßkirschanbaus in Deutschland. Hier ist langfristig eine Zunahme der Fläche und des Anteils zu verzeichnen (1972: 1.098 ha, 25 %, nur alte Länder), obgleich die Gesamtfläche des Kirschenanbaus tendenziell rückläufig ist.
Problematischster Schädling im Kirschanbau ist die Kirschfruchtfliege, da madige Kirschen vom Verbraucher kaum toleriert werden. Schäden an Früchten und Bäumen richten Pilze der Gattung Monilinia an.
Der Anbau in den anderen Ländern nimmt ab oder stagniert auf niedrigem Niveau.

### Nutzung
In der Imkerei ist die Süßkirsche aufgrund des hohen Zuckergehalts ihres Nektars (21–58 %) und ihres hohen Zuckerwerts (bis zu 1,5 mg Zucker je Tag je Blüte) eine geschätzte Tracht.
Das harte und im Kern rötliche Kirschbaumholz wird vor allem als Furnierholz für den Innenausbau sowie insbesondere als Möbelholz verwendet. Als Brennholz spielt Kirschbaumholz dagegen keine wirtschaftliche Rolle.
Die Wildform der Vogelkirsche (Prunus avium) wird oft als Unterlage für die Veredelung der Japanischen Blütenkirsche verwendet. Für die Veredelung der Kulturform der Süß- und Sauerkirsche wurden im 19. Jahrhundert ebenfalls Wildformen der Vogelkirsche benutzt. Seit dem 20. Jahrhundert benutzt man speziell, beispielsweise von der East Malling Research Station, selektierte Formen der Vogelkirsche.
Eine alte Kulturfrucht ist die Kirsche im österreichischen Burgenland, wo sie ursprünglich in den Weinbergen zwischen den Rebreihen angebaut wurde. Die Sorte Horitschoner Herzkirsche dürfte aufgrund von Fruchtform, Farbe und Reifezeit der aus Schlesien stammenden Germersdorfer Sorte ähnlich sein. Der Verkauf der Kirschen nach Wien brachte den Weinbauern ein Zusatzeinkommen. Der ebenfalls aus der Herzkirsche hergestellte Horitschoner Herzkirschenbrand wurde aufgrund der langjährigen Verarbeitung in dieser Region auch in das Register der Traditionellen Lebensmittel aufgenommen.
Ähnlich ist die Situation im Gebiet zwischen den Südosthängen des Leithagebirges und dem nordwestlichen Ufer des Neusiedler Sees, wo sowohl die Leithaberger Edelkirsche in das Register aufgenommen wie auch die Region als Genussregion Österreich registriert wurde.

## Sorten
Es gibt Hunderte Kultursorten der Vogelkirsche, die sich insbesondere durch ihre Früchte, auch Süßkirschen genannt, unterscheiden. Hier einige der bekannteren Kulturformen von Prunus avium:
Knorpelkirschen:

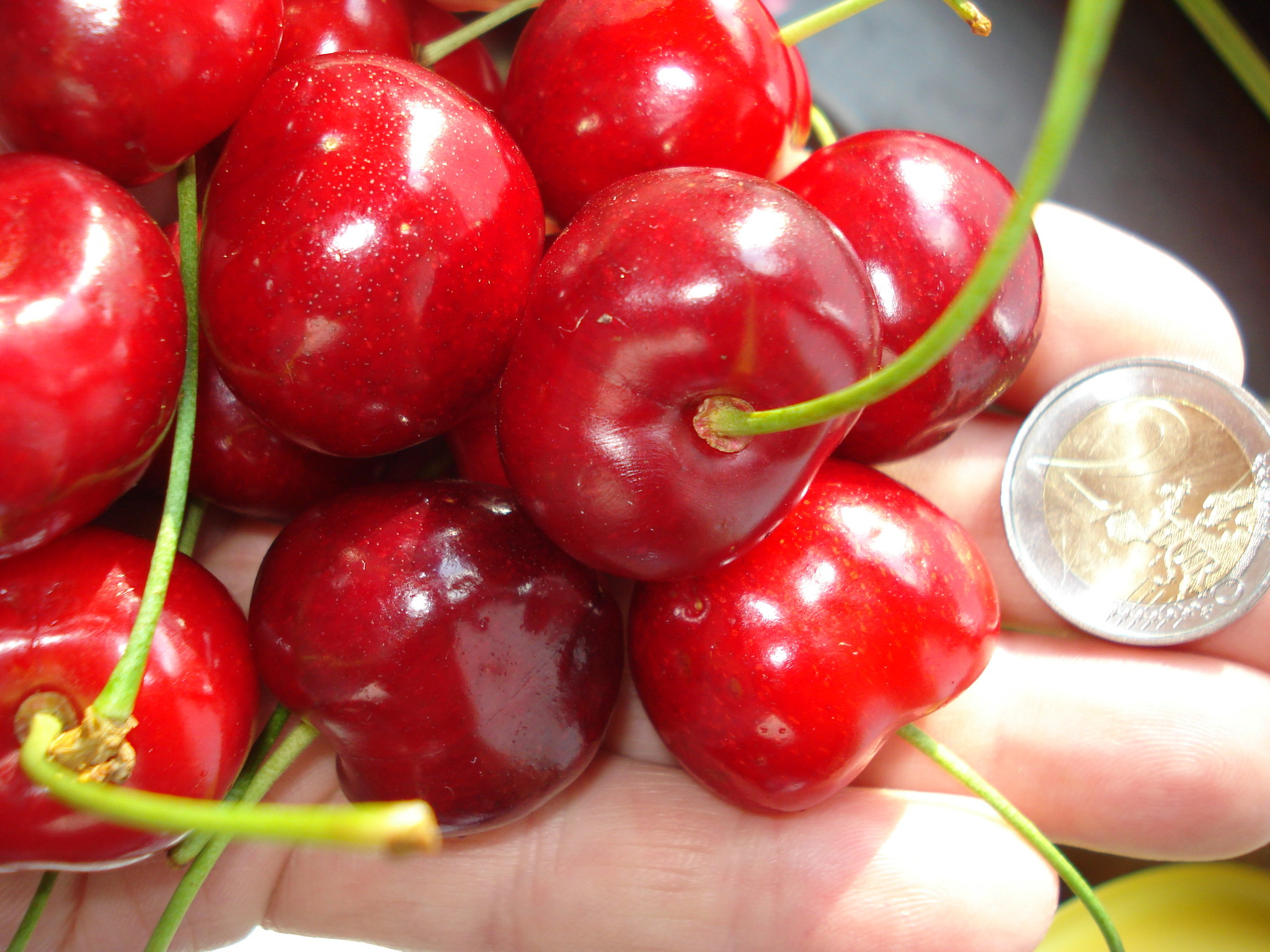
Eine Handvoll Süßkirschen der Sorte ‘Große Germersdorfer’

- ‘Adlerkirsche von Bärtschi’, eine altbewährte Sorte (Synonyme: ‘Ochsenherzkirsche’, ‘Besigheimer Kirsche’)
- ‘Badacsoner’
- ‘Badeborner Schwarze Knorpelkirsche’
- ‘Büttners Rote Knorpelkirsche’, eine anspruchslose und ertragreiche Sorte (Synonyme: ‘Altenburger Melonenkirsche’, ‘Querfurter Königskirsche’)
- ‘Charmes’, eine frühe Sorte (Synonyme: ‘Äpfeleskirsche’, ‘Schönheit v.d.Pfalz’)
- ‘Dönissens gelbe Knorpelkirsche’, eine wüchsige und frostharte Sorte (Synonyme: ‘Bernsteinkirsche’, ‘Schwefelkirsche’, ‘Wachskirsche’)
- ‘Farnstädter Schwarze’, eine Sorte mit sehr aromatischen Früchten
- ‘Geisenheimer Schwarze’, eine großfrüchtige und reichtragende Sorte
- ‘Germersdorfer’ (Synonym: ‘Marmorkirsche’)
- ‘Große Prinzessin’, gilt als eine der besten Knorpelkirschen (Synonyme: ‘Napoleonskirsche’, ‘Kaiserkirsche’)
- ‘Große Schwarze Knorpelkirsche’, eine der ältesten und meistverbreiteten Sorten
- ‘Hedelfinger’, eine relativ spät fruchtende und reich tragende Sorte (Synonyme: ‘Wahlerkirsche’, ‘Spiegelkirsche’)
- ‘Offenburger Schüttler’, eine vorwiegend im Schwarzwald angebaute Sorte
- ‘Ritterkirsche’, eine Brenn- und Saftkirsche
- ‘Schneiders späte Knorpelkirsche’, eine großfrüchtige und weit verbreitete Sorte
- ‘Star’, eine großfrüchtige Sorte
- ‘Starking Hardy Giant’, eine großfrüchtige Sorte
- ‘Unterländer’, eine Frühsorte
- ‘Van’, eine schon jung fruchttragende Sorte

Herzkirschen:
- ‘Alma’, eine robuste Sorte
- ‘Annabella’, eine wüchsige Sorte
- ‘Bleyhls Braune’
- ‘Burlat’, eine frühe Sorte
- ‘Coburger Maiherz’, sehr alte Frühsorte unklarer Herkunft
- ‘Dolleseppler’, eine anspruchslose Sorte
- ‘Franzens Wilde’, alte Regionalsorte aus Sachsen
- ‘Frühe Rote Meckenheimer’, eine reichtragende Sorte
- ‘Früheste der Mark’, die früheste Sorte, nach ihr werden die Kirschwochen festgelegt
- ‘Kassins Frühe’, eine starkwüchsige Frühsorte
- ‘Kesterter Schwarze’, eine alte Frühsorte vom Mittelrhein
- ‘Knauffs Schwarze’, eine Frühsorte
- ‘Lucien’, eine Sorte mit sehr saftigen Früchten (Synonym: ‘Wasserkirsche’)
- ‘Mödinger’, eine alte Einmach- und Saftsorte
- ‘Prima Vera’, eine sehr frühe Sorte
- ‘Schmahlfelds Schwarze’, eine im Havelgebiet viel angebaute Sorte
- ‘Schwarze Königin’ (Synonym: ‘Schwarze Kurzstieler’)
- ‘Spitze Braune’, eine in Weinanbaugebieten gepflanzte Sorte
- ‘Teickners Schwarze Herzkirsche’, eine mitteldeutsche Sorte
- ‘Valeska’, eine Sorte in nördlichen Anbaugebieten
- ‘Werdersche Braune’, eine mitteldeutsche Sorte

Für weitere Sorten, siehe Liste von Kirschsorten.

## Baum des Jahres
Am 22. Oktober 2009 wurde die Vogel-Kirsche in Deutschland zum Baum des Jahres 2010 gewählt.

## Wortherkunft
Der Name Vogelkirsche deutet auf die natürliche Ausbreitung der Pflanze durch die früchteverzehrenden Vögel; sie scheiden die Kirschkerne oft andernorts wieder aus, wo sie im günstigen Fall keimen. Im botanischen Namen Prunus avium weist der zweite Namensteil, das Epitheton avium (von lateinisch avis ‚Vogel‘), darauf hin. Die ersten Zuchtformen mit größeren und süßeren Früchten waren schon vor rund 2400 Jahren an der Schwarzmeerküste bekannt, wie aus einem antiken Bericht des Griechen Xenophon um etwa 370 v. Chr. hervorgeht. Auf das altgriechische Wort κεράσιον (kerasion) für die Frucht beziehungsweise κερασὀς (kerasos) für den Kirschbaum (Prunus avium) geht über das lateinische cerasum auch das deutsche Wort Kirsche (mittelhochdeutsch kirse, althochdeutsch kirsa) zurück, ebenso wie das französische cerise, das englische cherry, das spanische cereza oder das russische Чере́шня (čerešnja); im heutigen Romanesco heißt die Kirsche cerasa, sizilianisch cirasa, piemontesisch ciresa.
Laut Plinius dem Älteren brachte der Feldherr Lucius Licinius Lucullus, der im Dritten Mithridatischen Krieg 70 v. Chr. u. a. die Stadt Sinope eroberte und später mit Gnaeus Pompeius Magnus das gesamte Königreich Pontos, zu dem die an der Südküste des Schwarzen Meeres nahe Sinope gelegene frühere griechische Kolonie Kερασοῦς, römisch Cerasus, gehörte, von dort erstmals die Süßkirsche nach Rom und ließ um 70 v. Chr. auch Kirschbäume in Italien pflanzen. Die Römer nannten die Frucht cerasum und den Baum cerasus oder prunus cerasus („Pflaume von Cerasus“), heute der botanische Name für Sauerkirschen.

## Brauchtum
Die Vogelkirsche gehört zu den Obstbäumen, die als Barbarazweig verwendet werden können. An Zweigen, die am 4. Dezember (Barbaratag) im warmen Zimmer in die Vase gestellt werden, erscheinen noch vor Weihnachten Blüten.

## Belege